# Roș Hașana

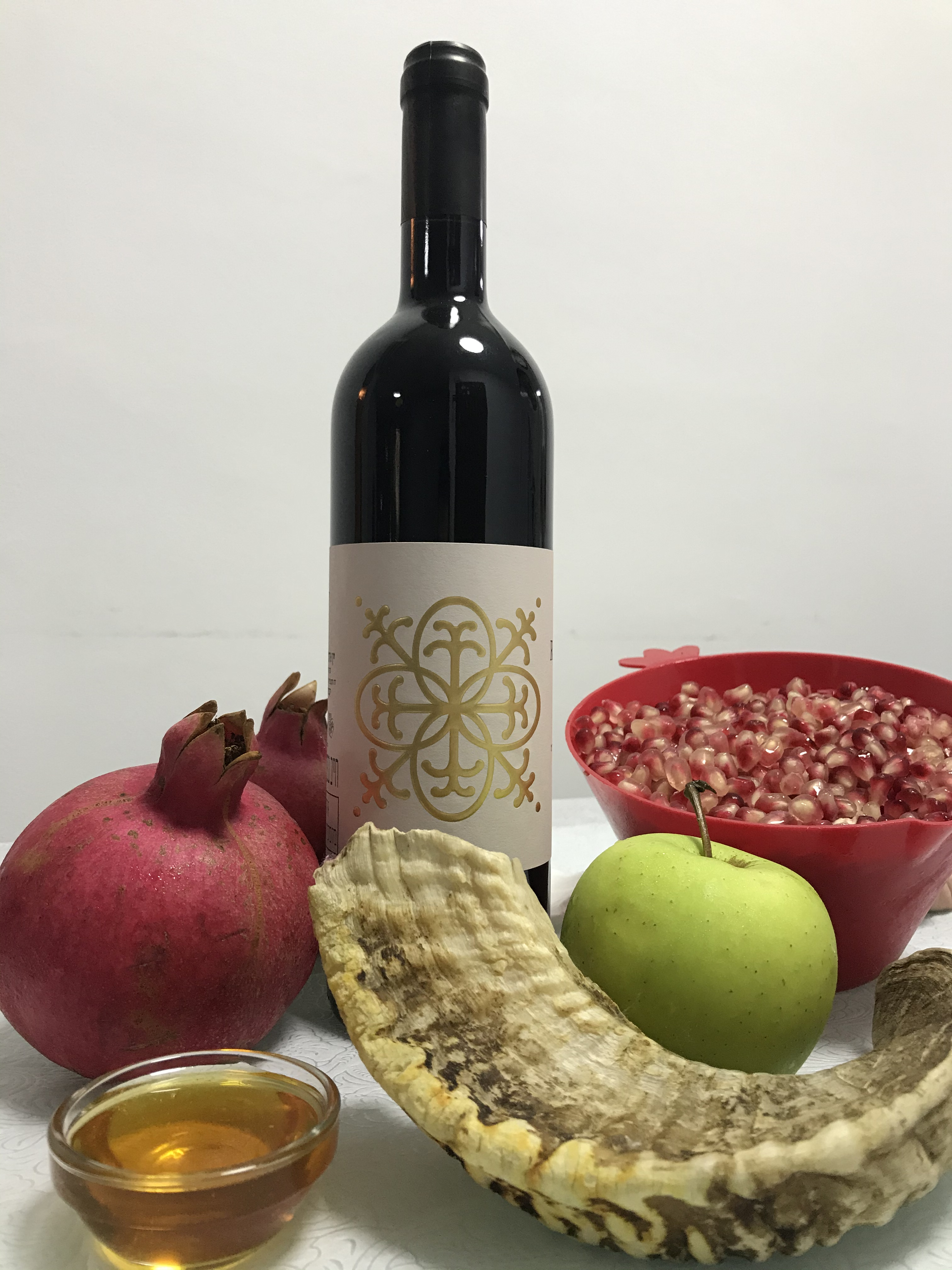
Mierea și merele, precum și merele special înmuiate în miere, sunt unul dintre simbolurile Rosh HaShana - sărbătoarea evreiască de Anul Nou.

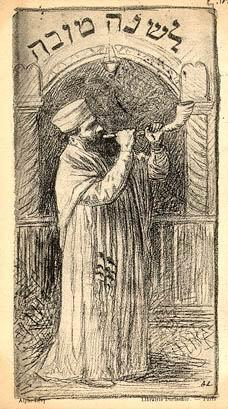
Carte de urări de Anul Nou evreiesc Roş Haşana, cu un desen de Alphonse Levy, arătând un oficiant de cult care sună din cornul Shofar

Roș Hașaná (din ebraică ראש השנה; pronunție [roș hașana]; transliterare în engleză: Rosh Hashana; traducere: capul sau începutul anului) este Anul Nou evreiesc, începutul unui nou an potrivit cu calendarul ebraic. 
Cade în prima zi a lunii Tișrei, care este prima lună a calendarului evreiesc modern. Roș Hașana este prima din cele 10 zile ale penitenței numite Yamim Norayim, care culminează cu Iom Kipur, Ziua Ispășirii. În emisfera nordică are loc la începutul toamnei. 
După tradiție, Roș Hașana ar fi aniversarea creării celor dintâi oameni, Adam și Eva.
În Tora i se mai spune și Yom Hatrua (יום תרועה), ziua sunării (la origine - din trâmbițe, în zilele noastre asociată adesea cu cornul shofar-ului). Obiceiurile de Roș Hașana includ sunarea din shofar și o cină familială la care se mănâncă mâncăruri simbolice cum ar fi mere unse cu miere, pentru ca anul care începe să fie un an bun și dulce. Alte mâncăruri care, conform tradiției, trebuie să fie prezente și binecuvântate pe masa cinei: rodii, curmale, morcovi, dovleac, fasole verde, praz, o sfeclă precum și un cap de pește.
Urările obișnuite de Roș Hașana sunt: „Șana tova” (Un an bun) sau „Șana tova ve metuka” (Un an bun și dulce) și de asemenea "Ktiva ve hatima tova".
Roș Hașana este momentul la care se refereau în mediul evreiesc tradițional contractele legale, atât pentru îngrijirea animalelor, cât și pentru trebuințele poporului. Mișna precizează că în baza acestei date trebuie calculată desfășurarea anilor și, prin urmare, și anul sabatic și jubileul.
Sărbătoarea durează două zile.

## Nume, origine, sens
În Tora se face referință la el numindu-l ziua sunetului (cântării) din Șofar (Yom Terua, Levitic 23, 24). Literatura rabinică și liturgia sinagogală descriu Roș haȘana ca fiind Ziua Judecății (Yom ha-Din) și Ziua Amintirii (Yom ha-Zikkaron)a crearii lumii si a lui Adam si Eva.
În midrashim se povestește că Dumnezeu se așează pe tron, și în fața sa se adună  întreaga istorie a omenirii (nu doar a poporului evreu). Acolo fiecare persoană în parte este cercetată pentru a se hotărî dacă merită ori nu iertarea.
Decizia însă va fi ratificată numai în ziua de Yom Kippur. Acesta este motivul pentru care cele 10 zile care despart cele două sărbători sunt numite cele 10 zile ale penitenței (Yamim Noraim - Zilele Groaznice). În aceste 10 zile fiecare credincios evreu are datoria de a face un examen de conștiință pentru anul care a trecut și să identifice toate greșelile sau nelegiuirile  săvârșite față de porunci. Aceasta include examenul purtării față de aproape, față de părinți, frați de sânge, rude, prieteni, propriul popor și față de străini. Odată descoperită greșeala și recunoscută în adâncul inimii, omul are datoria de a cere iertare și semenului său față de care a greșit. Cel căruia i se cere iertare i se recomandă insistent să ofere propria iertare; facultatea de a refuza această iertare este foarte rar acceptată (este precizată de norme clare și facultatea de a refuza este limitată foarte mult). Yom Kippur, într-adevăr, trebuie trăit cu inima și cu sufletul de penitent.
Sărbătoarea Anului Nou ebraic durează 2 zile atât în Israel cât și în diaspora, aceasta este însă numai o tradiție recentă. Sunt mărturii precise că încă în secolul al XIII-lea la Ierusalim ea se celebra numai o singură zi. După Sfintele Scripturi ale iudaismului durata sărbătorii este de numai o zi. Acesta este motivul pentru care unele curente (mișcări spirituale) iudaice (cum sunt de ex. karaiții) o observă numai în prima zi. Iudaismul ortodox și cel conservator sărbătoresc ambele zile.

## Compararea sărbătorii cu calendarul gregorian
Roș haȘana cade în a 162-a zi după prima din zilele Paștelui. În calendarul gregorian nu poate cădea mai devreme de 5 septembrie. Datorită diferenței dintre calendarul ebraic și cel gregorian, începând din anul 2089 (gregorian) Roș haȘana nu va mai putea cădea mai devreme de 6 septembrie. Nu poate cădea nici mai târziu de 5 octombrie. Datorită felului în care este calculat calendarul ebraic, Roș haȘana nu poate cădea niciodată joia, vinerea sau duminica.
Bazat pe data tradițională a creării lumii, Roș Hașana cade în prima și a doua zi a lunii tișrei, care conform calendarului gregorian este în septembrie sau la început de octombrie.
În zilele noastre Roș haȘana cade la:
| Calendar ebraic | Calendar gregorian                                                                 |
| --------------- | ---------------------------------------------------------------------------------- |
| 5784            | după apusul soarelui 15 septembrie 2023 până la apusul soarelui 17 septembrie 2023 |
| 5785            | după apusul soarelui 2 octombrie 2024 până la apusul soarelui 4 octombrie 2024     |
| 5786            | după apusul soarelui 22 septembrie 2025 până la apusul soarelui 24 septembrie 2025 |
| 5787            | după apusul soarelui 11 septembrie 2026 până la apusul soarelui 13 septembrie 2026 |
| 5788            | după apusul soarelui 1 octombrie 2027 până la apusul soarelui 3 octombrie 2027     |
| 5789            | după apusul soarelui 20 septembrie 2028 până la apusul soarelui 22 septembrie 2028 |
| 5790            | după apusul soarelui 9 septembrie 2029 până la apusul soarelui 11 septembrie 2029  |
| 5791            | după apusul soarelui 27 septembrie 2030 până la apusul soarelui 29 septembrie 2030 |
| 5792            | după apusul soarelui 17 septembrie 2031 până la apusul soarelui 19 septembrie 2031 |
| 5793            | după apusul soarelui 5 septembrie 2032 până la apusul soarelui 7 septembrie 2032   |

## Tradiția
Una dintre trăsăturile caracteristice ale sărbătorii Roș haȘana este suflatul din sofar. În unele comunități este folosit în toate diminețile din luna Elul, ultima lună înainte de noul an. Sensul acestui obicei este acela de a trezi poporul lui Israel din lâncezeală și de a-i aduce aminte că se apropie ziua în care va fi judecat (Maimonide, Yad, Legile pocăinței, 3:4).
În zilele imediat premergătoare sunt recitate slihot (rugăciunile penitențiale). În funcție de tradițiile diferitelor curente spirituale și mistice, recitarea de slihot începe în momente diferite: de la 30 la 10 zile înainte de Roș haȘana. Aceste compoziții poetice  sunt atât de importante încât unele dintre ele (cele numite „piyutim”) sunt cuprinse chiar în ritualul liturghiei.
În după-amiaza ajunului (zilei imediat premergătoare) se obișnuiește să se facă „tashlih”, o aruncare de obiecte undeva lângă o apă (în lipsa acesteia este bine-venită și o fântână) ca astfel persoana să se elibereze de orice urmă de păcat.
În seara dinainte (oarecum, echivalentul Revelionului european) – în mod tradițional – este consumat așa zisul seder Roș haȘana, un prânz ritual în care se obișnuiește să se consume (alături de alte mâncăruri) fie dulciuri (ca de pildă tipica plăcintă întinsă în miere), fie mâncăruri care dau ideea multiplicității sau a belșugului, cum este de pildă,  rodia. În felul acesta se exprima urarea și aspirația spre un nou an dulce și prosper, un an în care meritele omului să fie numeroase precum boabele fructului de rodie.
Între diferitele feluri de mâncare servite cu această ocazie (după diferitele tradiții), în mod nelipsit și constant trebuie ca la această cină să se mănânce o parte oarecare din capul animalului sacrificat, menită să simbolizeze „capul anului”. De obicei se mai aduce la masă și o pâine rotundă (halá), simbolul timpului circular.
La cina celei de-a doua seri sunt prezente fructe cât mai multe și mai diverse, a căror gustare e precedată de binecuvântarea numită „șeheheyanu” (binecuvântarea ce se recită înainte de a gusta ceva în noul an).

## ÎnBiblia ebraică
În antichitate, anul ebraic începea toamna, urmând ciclul agricol al câmpurilor: însămânțare-creștere- recoltare. Celelalte sărbători principale ale israeliților urmau această ordine: Sărbătoarea Azimelor sau Paștele (cf. cartea Exodului 12,1-20; 23,15); Sărbătoarea Săptămânilor sau Shavuot sau Sărbătoarea Primițiior (Rusaliile iudaice) (cf. Exod 23,16; Levitic 23,15-21) și Sărbătoarea Corturilor sau a recoltei (cf. Exod 23,16; Levitic 23,33-43).
Este foarte posibil ca, în antichitate, sărbătoarea să fi fost celebrată în mod diferit. Prima referință la obiceiul sărbătorii este prezentă în cartea profetului Ezechiel (Ezechiel, 40,1). În Levitic (25,9) se spune că Jubileul, care începe chiar în ziua de Roș haȘana, este primit cu sunet de trâmbițe. Conform cărții lui Ezechiel, se ofereau sacrificii specifice atât în prima zi a săptămânii cât și în prima zi a „primei luni”. Prima zi a celei de-a 7-a luni (?) este indicată ca „ziua sunetului de trâmbiță”. În acea zi se „ținea o adunare sacră”. În acea zi nu erau permise nici un fel de munci; în schimb trebuiau oferite sacrificii speciale (cf. Levitic, 23,23-25; Numeri 29,1-6). Sarbatoarea nu se numea atunci „Roș haȘana”, dar era sărbatorită ca atare de comunitatea de credință a lui Israel.